# 自僱

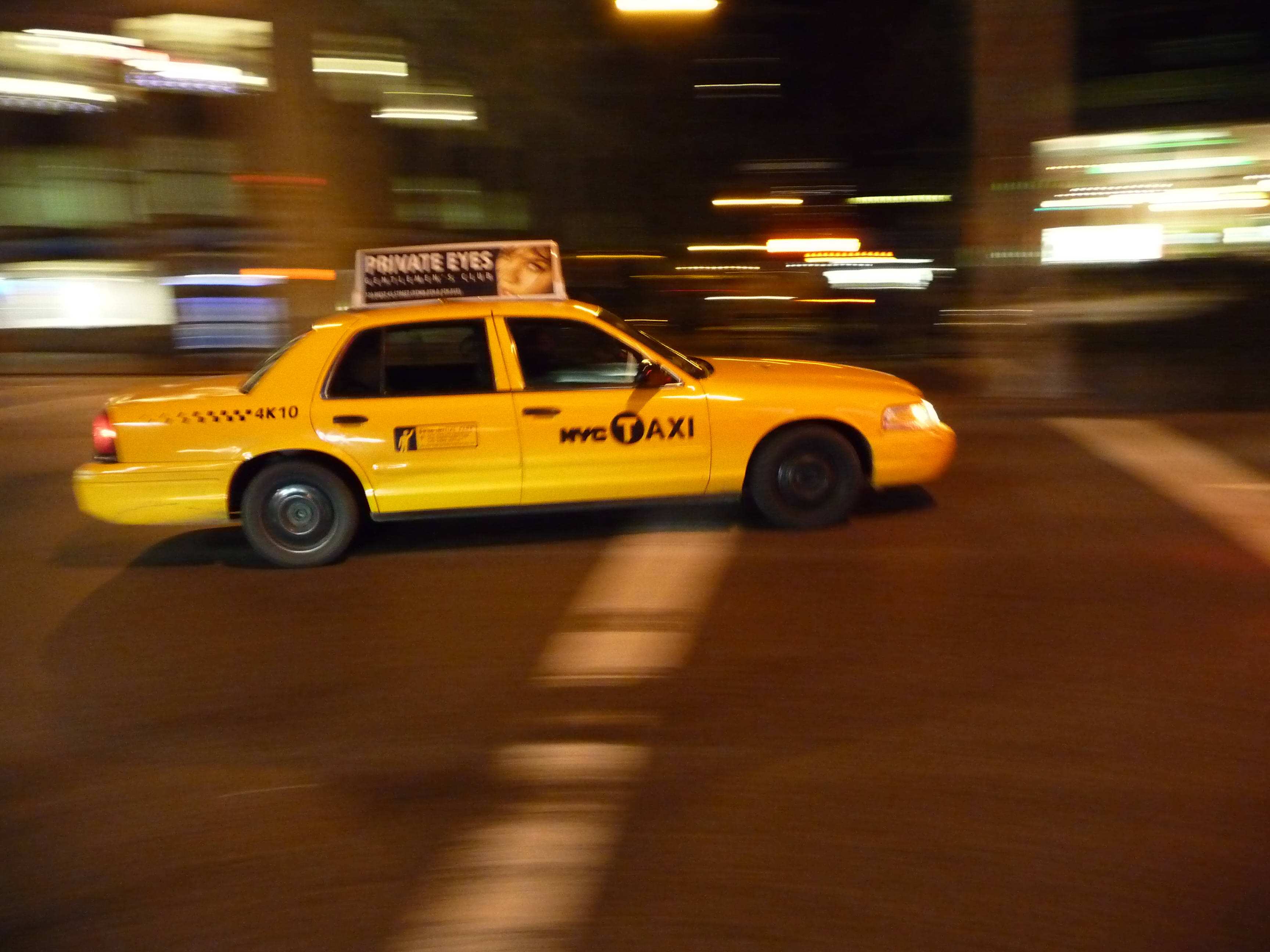
計程車司機算是典型自僱人士

自雇者，或稱自僱人士，其工作的僱主就是自己。此類勞務提供者承擔商業風險，不受勞動法律所保障，不能享受員工福利、有薪公眾假期、工傷賠償、退休金等，有些則加入行会。
自僱者要向稅務機關提交開業申報，為其收入申報利得稅、營業稅。有些自僱人士是自由職業者，而公司、个体户也是自僱人士的一種，但他們不算是自由職業者。
在香港有很多網絡平台和僱員簽訂了條約，要求他們聲稱自己是自僱人士，繼而規避勞動法律。

## 例子
- 經生意轉讓頂手生意經營的東主[3]
- 計程車司機（有些國家如日本並非自僱）
- 商
- 私家醫生
- 律師
- 會計師
- 作家
- 漫畫家
- 小販
- 威客
- 居家就業（soho）
- 投資者
- 特許經營[4]

## 剩餘價值
- 剩餘價值就是說明這種經濟模式，有別於資方與勞方分離的典型經濟角色分工模式。

## 香港的判案
- 「斑馬到家」案 ：平台手機軟件是營利工具，亦作公司控制員工的工具，成為雙方確立僱傭關係的理據，判定網絡物流平台Zeek的車手並非自僱人士，要求平台破產，結算薪金。[5]